# Новобільське
Новобі́льське (рос. Новобельское, башк. Новобельский) — присілок у складі Бєлорєцького району Башкортостану, Росія. Входить до складу Шигаєвської сільської ради.
До 17 грудня 2004 року присілок перебував у складі Сосновської сільради.
Населення — 136 осіб (2010; 152 в 2002).
Національний склад:
- росіяни — 51%
- башкири — 42%